# Barcelona Synchrotron Park

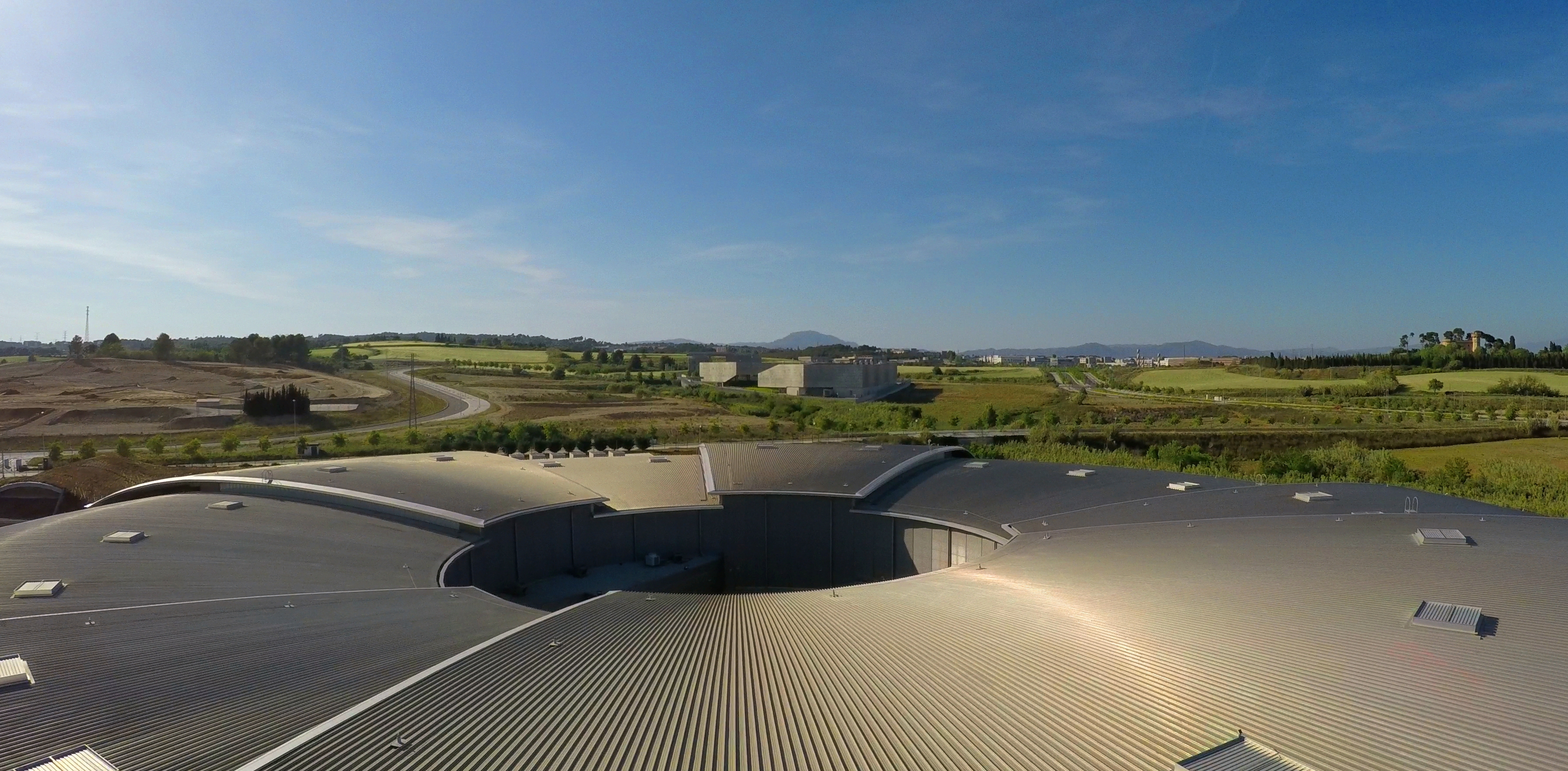
Vue du Barcelona Synchrotron Park

Le Barcelona Synchrotron Park (BSP) est un parc de 408 hectares situé près de Barcelone autour du synchrotron ALBA (en) en fonctionnement depuis 2012. Environ la moitié de sa surface, 189 hectares, est occupée par des zones vertes. L’autre moitié correspond à des parcelles destinées à des entreprises technologiques ainsi qu’à des résidences et des commerces. À l'automne 2016, le BSP a reçu le label Business & Biodiversity de la Commission européenne pour son programme d'action en faveur de la protection de sa biodiversité.
Ce parc, connu localement comme parc de l'Alba, est un consortium public entre la mairie de Cerdanyola del Vallès et le gouvernement de Catalogne via l’INCASÒL, l’agence chargée de la gestion des terrains publics.
Le BSP, membre du réseau des parcs scientifiques et technologiques de Catalogne (XPCAT), est situé entre le campus de l'université autonome de Barcelone (UAB) et son parc de recherche consacré au transfert technologique (PRUAB), et le parc technologique du Vallés (PTV), au cœur d’un territoire industriel de 30 200 entreprises connu localement comme Àmbit B30.